# フィルモス・フサール
フィルモス・フサール（Vilmos Huszár、1884年 – 1960年）は、ハンガリーの画家およびデザイナー。オランダで活動し、著名な芸術運動デ・ステイル (De Stijl) の主唱者の一人である。
フサールはハンガリーのブダペストに生まれ、1905年 (21歳) にオランダのフォールブルグに移り住んだ。キュビスムおよびフューチャリズムの影響を受け、彼と並んで1917年のデ・ステイル創始の中心人物であるピエト・モンドリアン、テオ・ファン・ドゥースブルフと出会う。また、『デ・ステイル』誌を共同制作し、創刊号の表紙デザインを担当した。

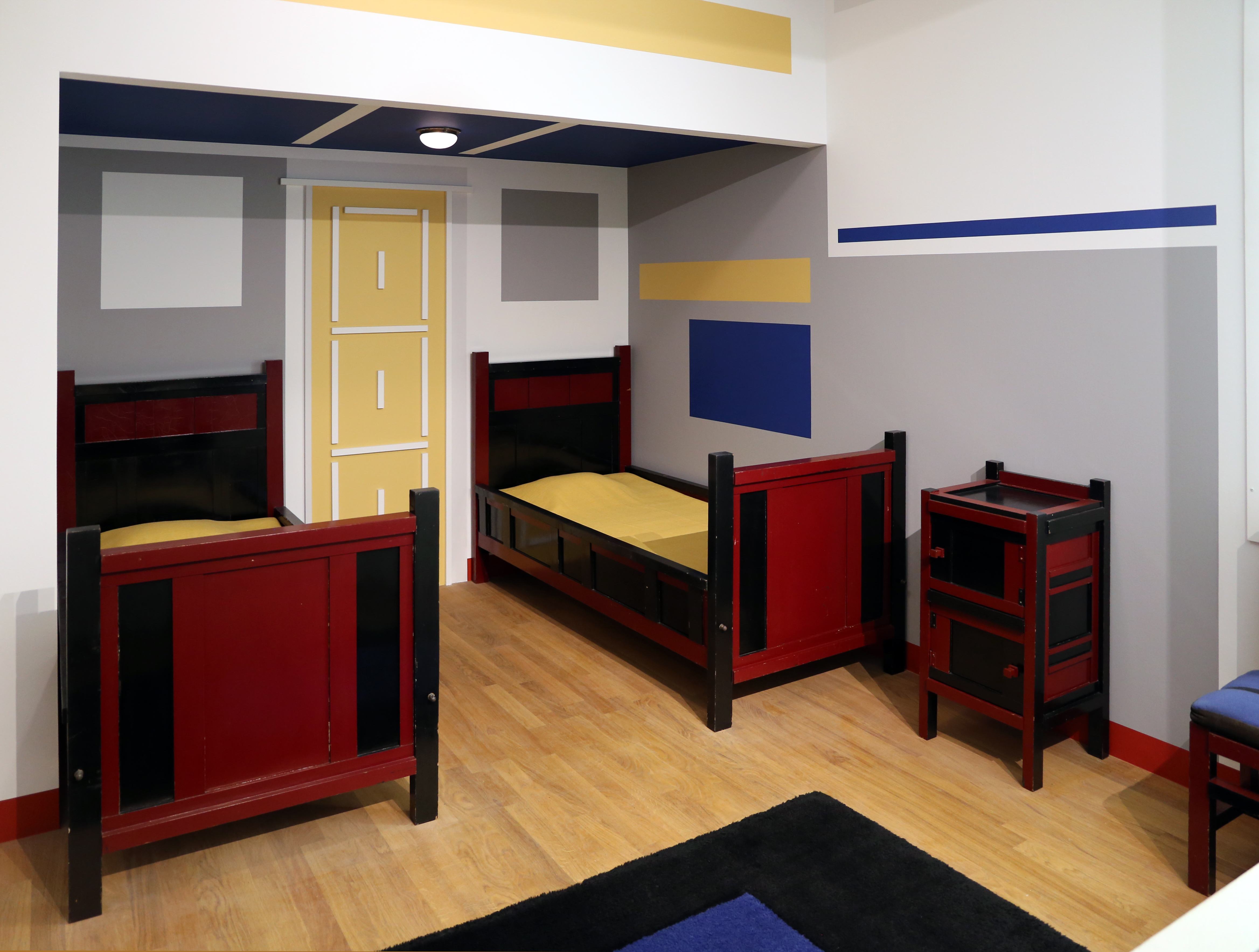
フサールが配色計画を行ったブランジェル邸の子供部屋（1918年）

1918年、フサールはフォールブルグのブランジェル邸 (Bruynzeel house) の寝室の配色設計を行った。1920年から1921年にかけて、ピート・スヴァルトとの家具の共同設計を行い、のちの1923年にフサールはデ・ステイルのグループから離脱した。また、大ベルリン美術展の内装をヘリット・リートフェルトとともに設計。1925年以降、フサールはグラフィックデザインと絵画の分野に集中するようになる。
1926年、紙巻きたばこのブランド “ミス・ブランシェ・ヴァージニア” のビジュアル・アイデンティティ一式（パッケージ、広告、店頭ポップ）を制作。このコンセプトは、当時現れはじめた “ニュー・ウィメン” (New Women) あるいは “フラッパー” (Flapper) たちのイメージを基としている。フラッパーとは、若く独身で都会的、仕事を持ち、独立した理念と、権威と社会規範に対するある種の軽視、というイメージで知られる女性たちである。喫煙は、彼女らの新たな独立性と密接に関係していた。
現在、フサールの作品の多くは所在が不明となっている。彼の絵画作品、彫刻作品の多くが『デ・ステイル』誌の掲載写真あるいは彼自身が撮影した写真で残るのみである。所在不明作品には、1920年代初期のダダ会議に使用された、幾つかのポーズを取る“踊るからくり人形” (Dancing mechanical doll) の絵画などがある。
1960年、フサールはオランダの都市ヒールデンにて没した。
没後25年後の1985年の3月8日から5月19日にかけ、ハーグのデン・ハーグ市美術館において大規模なフサール回顧展が開催された。